# Hyastenus tabolongi
Hyastenus tabolongi — вид десятиногих ракоподібних родини Epialtidae. Описаний у 2019 році.

## Етимологія
Вид названо на честь дайвера Максі Таболунга, який брав участь у відкритті виду.

## Поширення
Морський вид. Трапляється на коралових рифах біля північного узбережжя Сулавесі (Індонезія).

## Опис
Невеликий краб. Від близького виду від Hyastenus inermis відрізняється помітнішою шлунковою ділянкою, стрункішими і гладкішими хеліпедами та будовою першого гонопода самця. Дорсальна сторона карапакса вкрита поліпами зоантарій.